# Museo Wiesbaden
Il Museo Wiesbaden è un museo d'arte e di storia naturale situato a Wiesbaden nella capitale dello stato dell'Assia, in Germania. È uno dei tre musei statali dell'Assia, oltre ai musei di Kassel e Darmstadt. La collezione d'arte del museo comprende opere del XIX e XX secolo.

## Storia
Nel 1814-1815 Johann Wolfgang von Goethe soggiornò nella città per approfittare delle cure termali. Da uomo di cultura fece notare quanto fosse importante far dotare la città di un museo. Sembra che Goethe abbia convinto un importante collezionista, Johann Isaac Freiherr von Gerning, a donare alla città la sua imponente raccolta di opere d'arte, antichità e reperti naturali. L'insieme dei preziosi oggetti fu messo a disposizione del pubblico in un'ala del palazzo del principe ereditario. La mancanza di spazio spinse la città a costruire un edificio apposito. Nel 1913 iniziarono il lavori su progetto dell'architetto Theodor Fischer. Nel 1919 fu inaugurata la statua di Goethe che ancora oggi è visibile di fronte all'entrata del museo.

## Collezioni

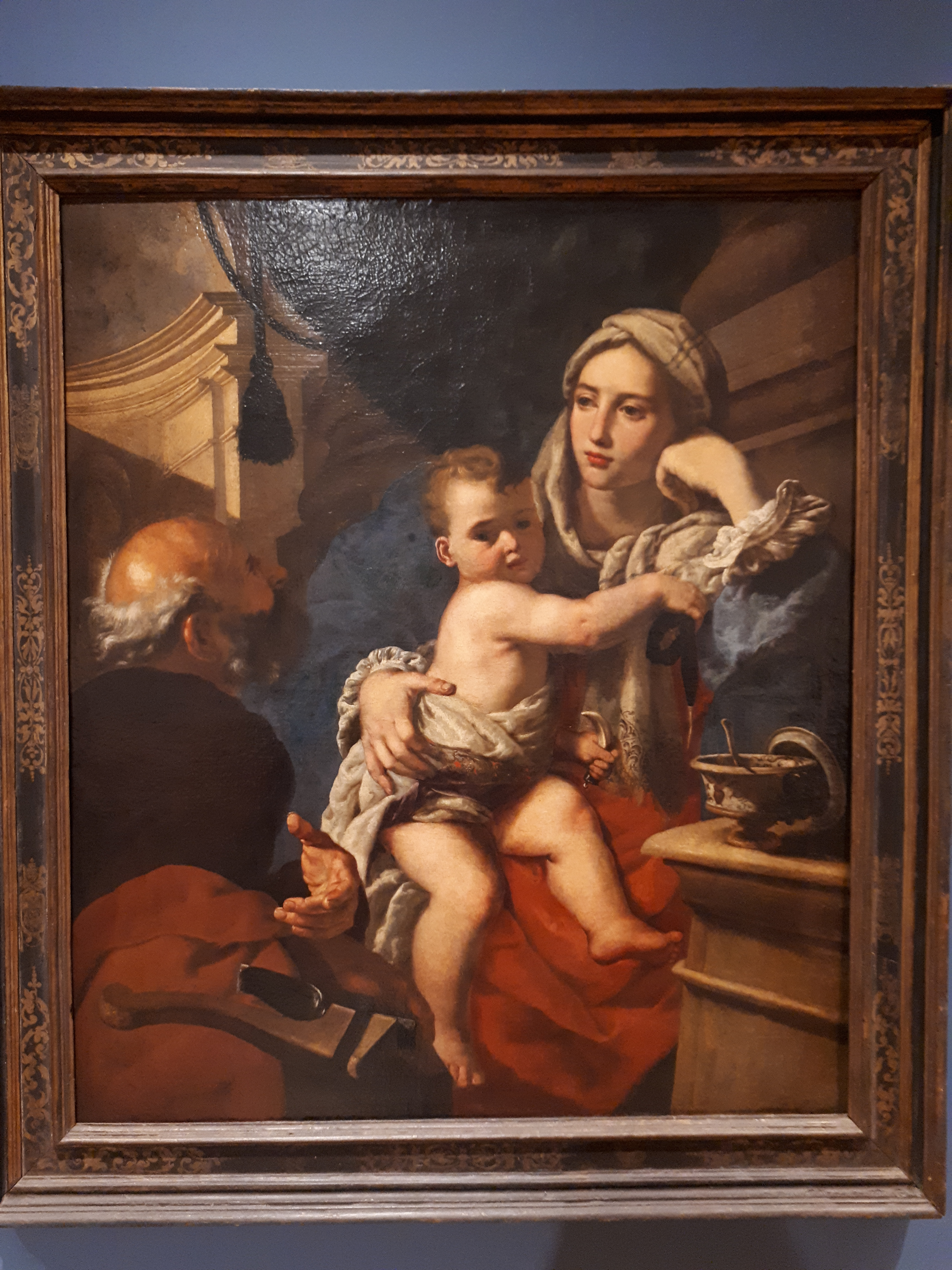
La santa famiglia. Alessandro Rosi
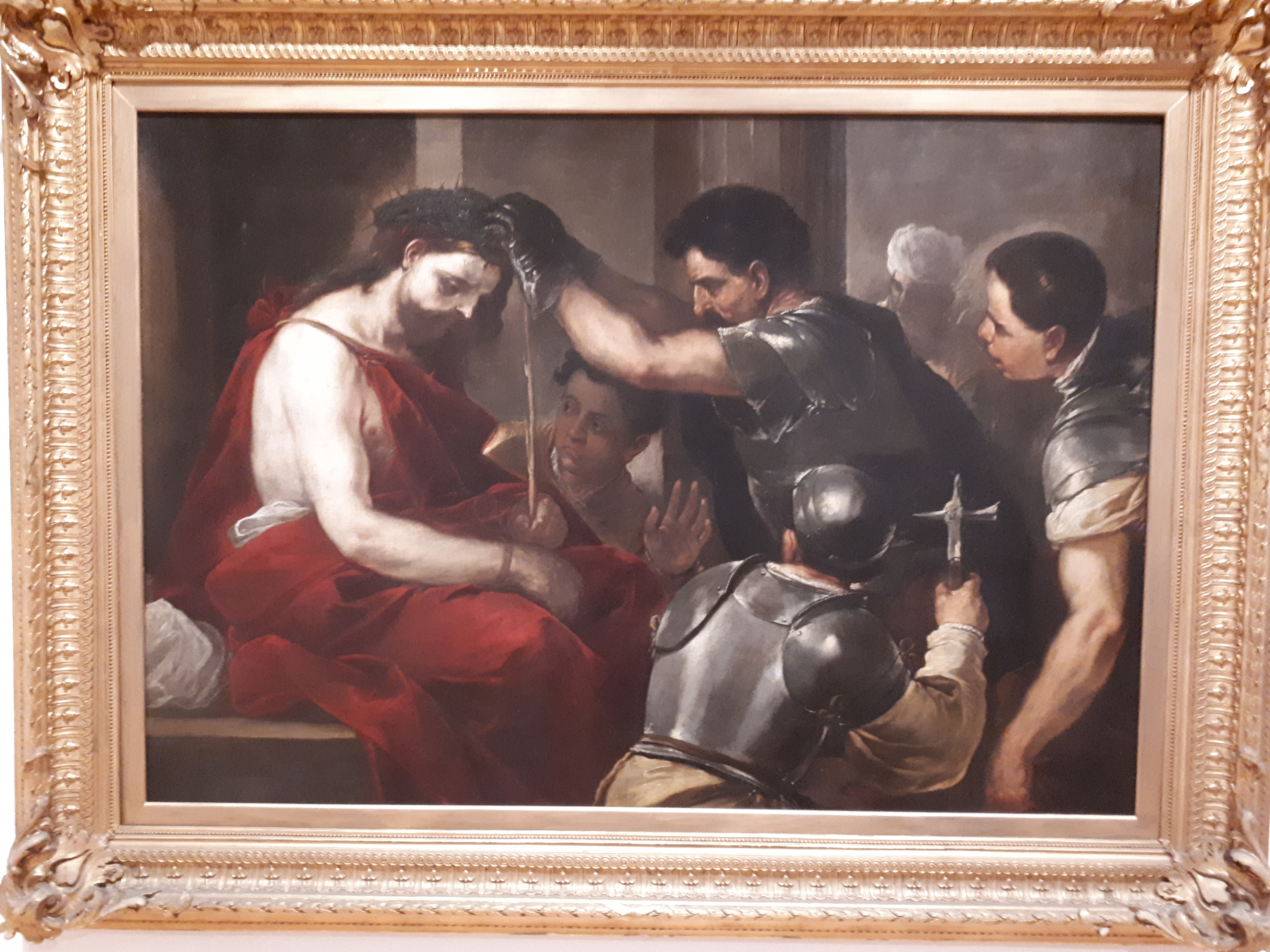
L'incoronazione di spine. Luca Giordano
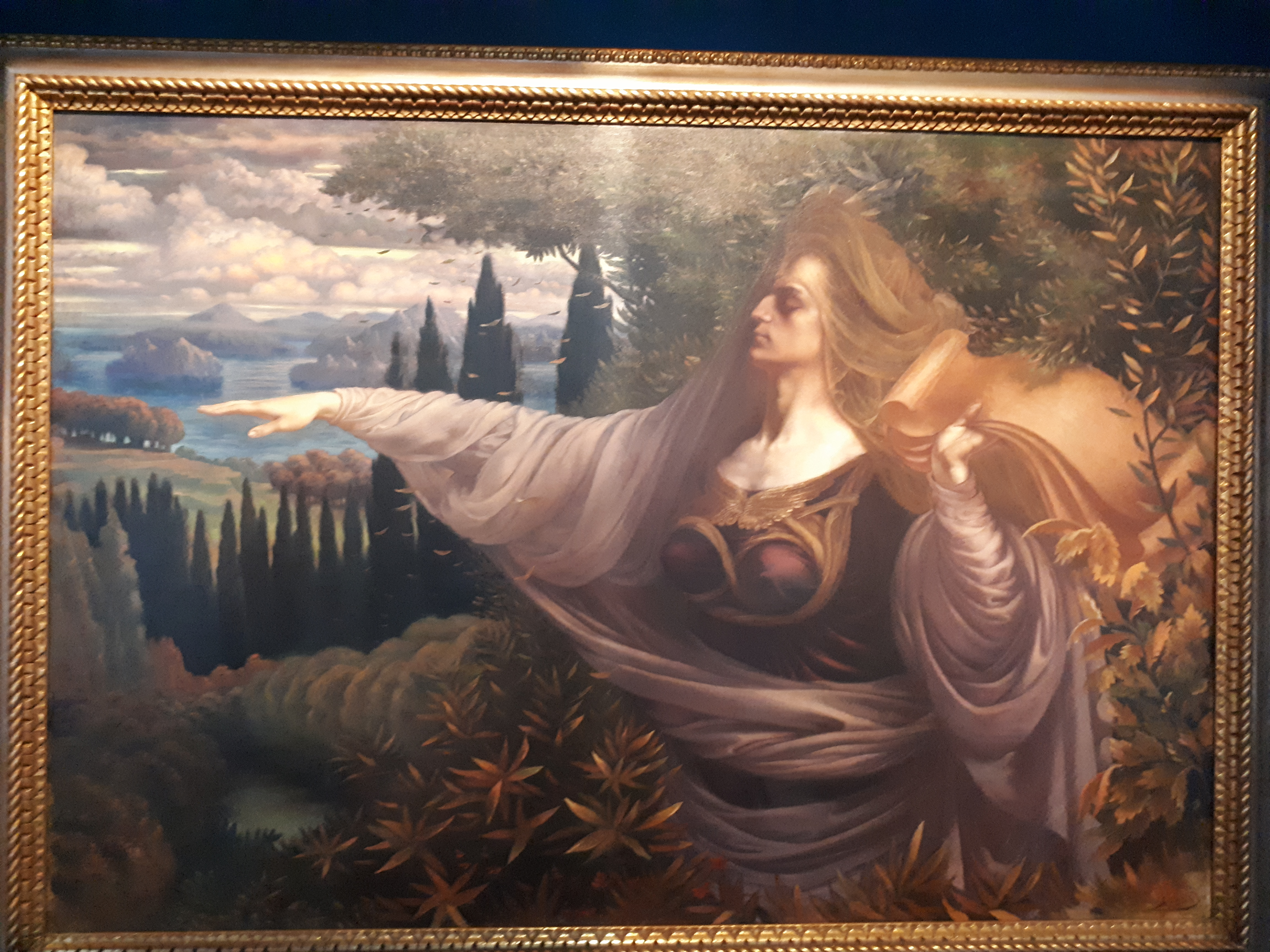
L'Oracle à Dodone de Jean Delville